# هومواریدیکتیول
هومواریدیکتیول (به انگلیسی: Homoeriodictyol) با فرمول شیمیایی C۱۶H۱۴O۶ یک ترکیب شیمیایی با شناسه پاب‌کم ۷۳۶۳۵ است. که جرم مولی آن ۳۰۲٫۲۷۸۷۶ g/mol می‌باشد. 